# Níszaba

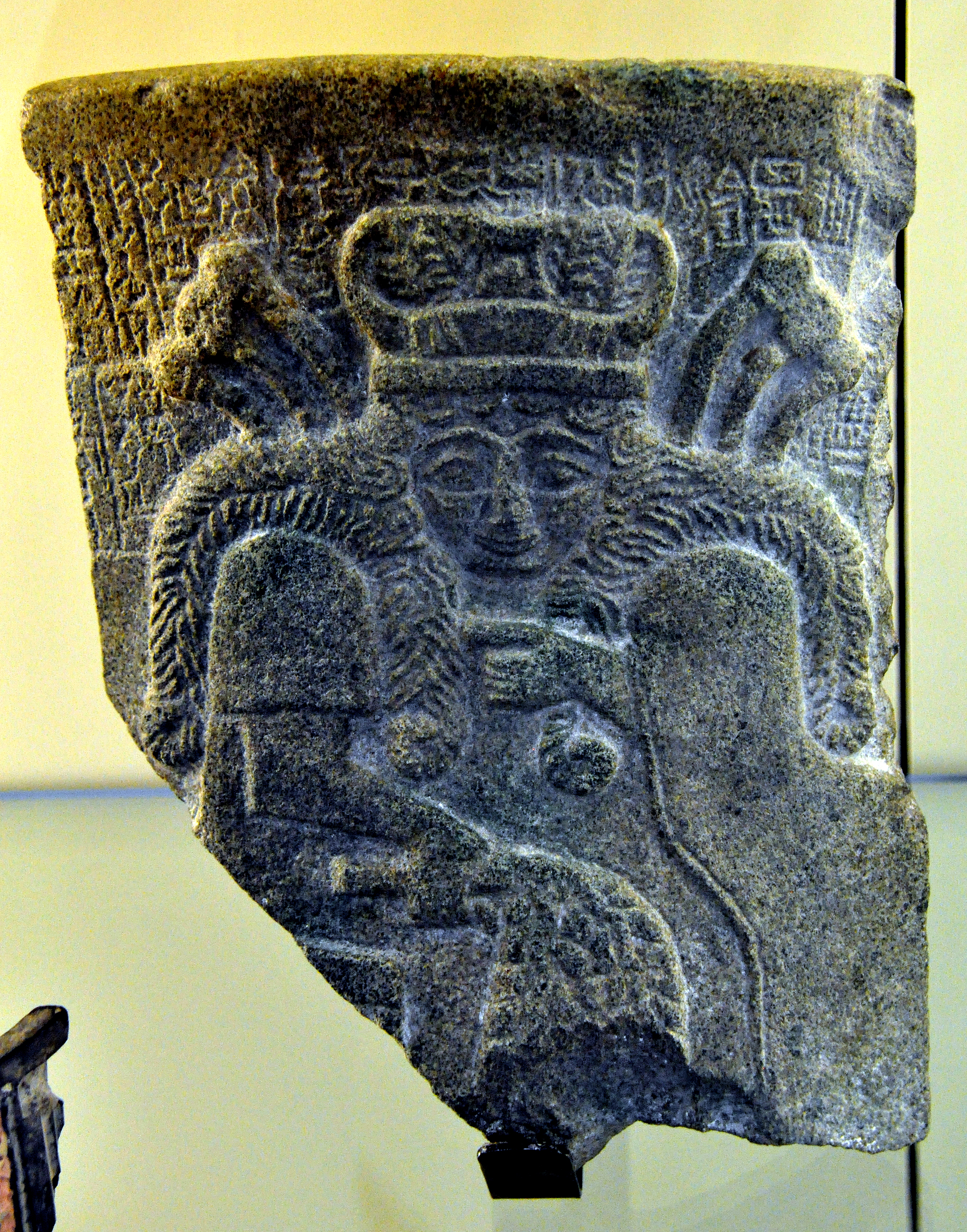

Níszaba a sumer mitológia egyik istennője, akit Umma és Uruk városokban tiszteltek. An és Uras lánya. Nidaba és Nanibgal néven is említik. 𒀭𒉀 dNídaba, 𒀭𒊺𒉀 dNidaba, 𒀭𒉀 dNanibgal, 𒀭𒊺𒉀 dNánibgal.
A sumer termékenység istenei közül Níszaba ősi alakjában növényi szár, talán gabona volt, majd az istenek „tápláléka” (áldozati étel) s „könyvelője” - az írás a sumer történelem kezdetén csupán gazdasági, közelebbről könyvelési célokat szolgált -, végül az írnokok alsóbb képzését szolgáló intézmény, az Édubba (a Tábla Háza) védnöke, valamint a felsőfokú képzést adó „Bölcsesség háza” (Éngestug-Nídaba) felügyelője. Ezzel együtt az írás, a tudomány (olvasás), a költészet és a betakarítás úrnője.